# Filipinas en los Juegos Olímpicos de Milán-Cortina d'Ampezzo 2026
Filipinas participará en los Juegos Olímpicos de Milán-Cortina d'Ampezzo 2026. El responsable del equipo olímpico es el Comité Olímpico de Filipinas, así como las federaciones deportivas nacionales de cada deporte con participación.